# Al-Jalaa (nahija)
Nahija Al-Jalaa je nahija u okrugu Abu Kamal, u sirijskoj pokrajini Deir ez-Zor. Po popisu iz 2004. (prije rata), nahija je imala stanovnika. Administrativno sjedište je u naselju Al-Jalaa.